# Maria Lindh (ishockeyspelare)
Ida Maria Christina Lindh, född 29 september 1993, är en svensk ishockeyspelare (forward). 

## Karriär
Lindh blev uttagen i Sveriges damlandslags trupp till vinter-OS 2014. Hennes klubb var då Modo Hockey, och hon spelade i samtliga Sveriges sex matcher och gjorde två assist. Hon spelade även i damlandslagets trupp till vinter-OS 2018 i PyeongChang. Hennes klubb var då Djurgårdens IF.